# 아히아코 (콜롬비아 음식)
아히아코(스페인어: ajiaco)는 콜롬비아 보고타 지역의 전통 수프이다. 세가지 품종의 감자와 별꽃아재비를 넣어 끓인 닭고기 수프로, 보고타 음식이지만 전국에서 즐겨 먹는다. 콜롬비아의 국민 음식 가운데 하나로 여겨진다.

## 이름
"보고타식 아히아코"라는 뜻의 아히아코 보고타노(스페인어: ajiaco bogotano)로 부르기도 하며, "산타페식 아히아코"라는 뜻의 아히아코 산타페레뇨(스페인어: ajiaco santafereño)로도 불린다. 이때 "산타페(Santafé)"는 콜롬비아의 수도 보고타의 옛 이름인 "산타페데보고타(Santafé de Bogotá)"를 가리킨다.

## 만들기
닭가슴살을 파, 마늘 등 향신채와 함께 물에 삶는다. 닭육수를 쓰거나 부용 큐브를 쓰기도 한다. 익으면 향신채를 건져내고, 닭고기도 건져서 결대로 찢어 둔다. 국물에 감자, 옥수수, 고수, 별꽃아재비를 넣고 끓인다. 껍질이 보라색을 띠는 점질 감자인 사바네라감자, 껍질이 연갈색을 띠는 분질 감자인 파스투사감자, 껍질과 살이 노란색을 띠는 작고 동글동글한 분질 감자인 크리오야감자를 함께 쓰며, 옥수수는 주로 찰옥수수를 쓴다. 푹 삶아지면 찢어둔 닭고기를 다시 넣고, 케이퍼 등을 넣어 먹는다.

## 같이 보기
- 아히아코